# Kremnica
Kremnica (en allemand : Kremnitz; en hongrois : Körmöcbánya) est une ville du district de Žiar nad Hronom, dans la région de Banská Bystrica, en Slovaquie.

## Histoire
La plus ancienne mention de Kremnica remonte à 1328. La ville joua dès le Moyen Âge un grand rôle dans l'histoire des mines hongroises et slovaques, au même titre que Banska Štiavnica (Selmecbánya), dont des mines d'or, ce qui explique la présence dans cette ville du plus ancien atelier de fabrication de pièces de monnaie encore en activité (1335).
Le site était l'une des villes de l'histoire des mines hongroises et slovaques. Cette région minière d’influence germanique comptait sept villes minières de Haute-Hongrie, dans l’actuelle Slovaquie centrale : Újbánya (Nová Baňa), Selmecbánya (Banská Štiavnica), Körmöcbánya (Kremnica), Besztercebánya (Banská Bystrica), Bakabánya (Pukanec), Bélabánya (Banská Belá) et Libetbánya (Ľubietová).

## Démographie

### Évolution de la population
| Année:               | 1994. | 2004.    | 2014.   | 2024.    |
| -------------------- | ----- | -------- | ------- | -------- |
| Nombre de personnes: | 6581  | 5649     | 5513    | 4664     |
| Différence:          |       | -14,16 % | -2,40 % | -15,39 % |

| Année:               | 2023. | 2024.   |
| -------------------- | ----- | ------- |
| Nombre de personnes: | 4755  | 4664    |
| Différence:          |       | -1,91 % |

## Jumelages
La ville de Kremnica est jumelée avec :
- Kutná Hora (Tchéquie)
- Herbolzheim (Allemagne)
- Fidenza (Italie)
- Šurany (Slovaquie)
- Várpalota (Hongrie)
- Nový Jičín (Tchéquie)